# ジス (BLACKPINK)
ジス（朝: 지수、英: JISOO、1995年1月3日 - ）は、韓国出身の歌手、女優、ファッションモデル。MBE。ガールズグループBLACKPINKのメンバー。YGエンターテインメント所属。本名はキム・ジス（漢: 金智秀、朝: 김지수）。

## 来歴

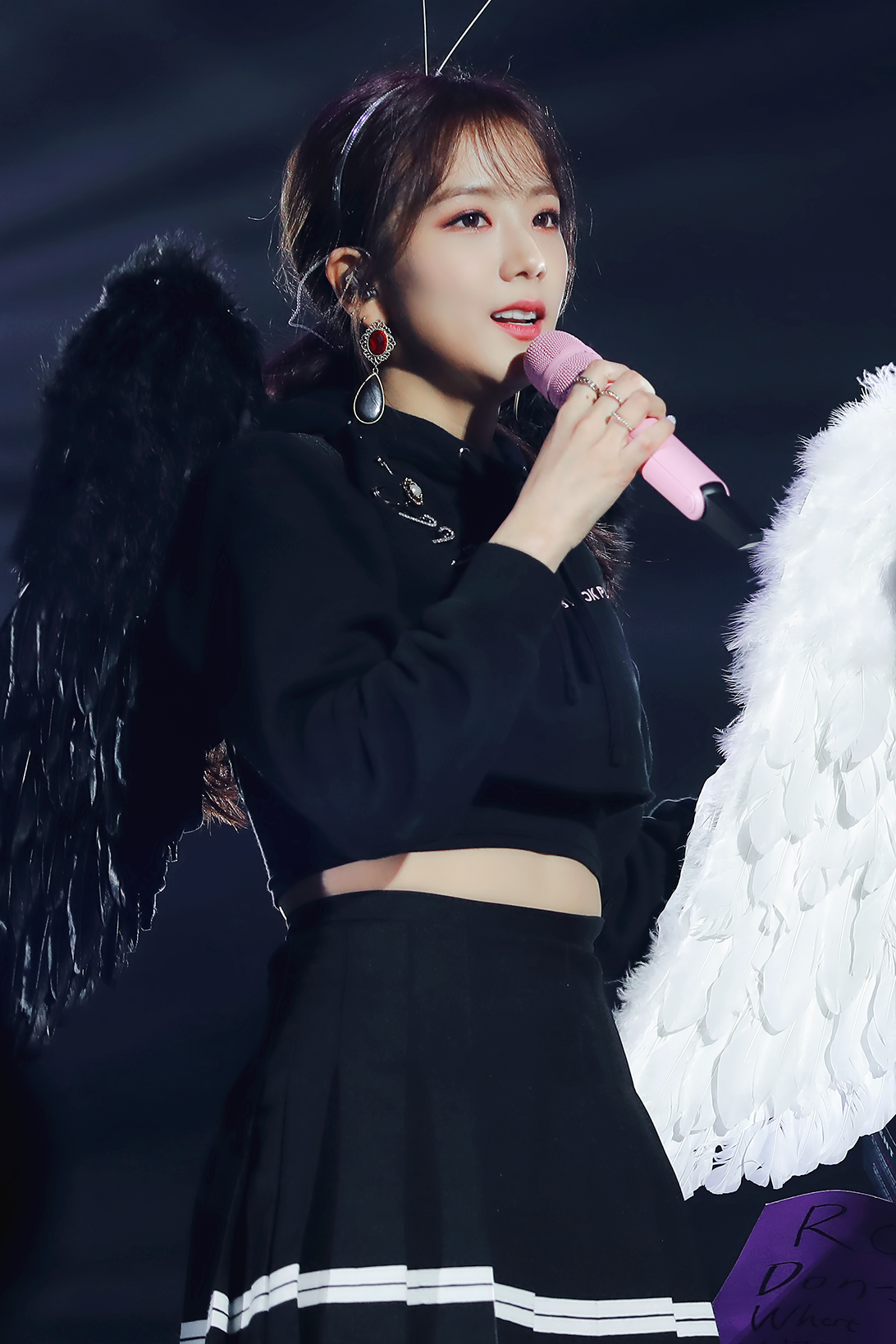
BLACKPINK 2019 WORLD TOUR with KIA [IN YOUR AREA] シドニー公演にて（2019年6月15日）

1995年1月3日、三人兄妹の末っ子として京畿道軍浦市に生まれる。幼い頃は作家か画家になることを夢見ていた。
2011年7月、YGエンターテインメントのオーディションを受けて、練習生となった。練習生時代には、EPIK HIGHのMVに出演したり、イ・ミンホとCM共演するなど活躍していた。
2015年、テレビドラマドラマ『プロデューサー』に特別出演。
2016年8月8日、5年間の練習生期間を経て、4人組ガールズグループ「BLACKPINK」のメンバーとしてデビュー。
2017年2月より、SBSの音楽番組『人気歌謡』のMCを一年間担当。
2018年6月15日、BLACKPINKの他のメンバーと共にインスタグラムの個人アカウントを開設し、1日でフォロワー100万人を突破。2023年には、7245万人のフォロワーを獲得している。10月より韓国のコスメブランド「KISSME」のモデルを務める。
2019年、フランスの高級ファッションブランド「DIOR」のビューティーアンバサダーに就任。2021年からはファッションミューズに抜擢され、ナタリー・ポートマン、カーラ・デルヴィーニュに続き3人目のDIORのグローバルアンバサダーに就任した。
2021年4月9日、LINE FRIENDSと共同で、「Chichi」と呼ばれるジスの愛称「タートルラビットキム」をモチーフにしたウサギのキャラクターの開発した。
2021年10月より、テレビドラマ『スノードロップ』で初主演を務めた。
2022年、フランスの高級宝飾ブランド「Cartier」のパンテール コミュニティアンバサダーに就任した。
2023年3月31日、シングルアルバム『ME』をリリースしソロデビュー。
2025年2月14日、1stミニアルバム『AMORTAGE』をリリース。

## 人物

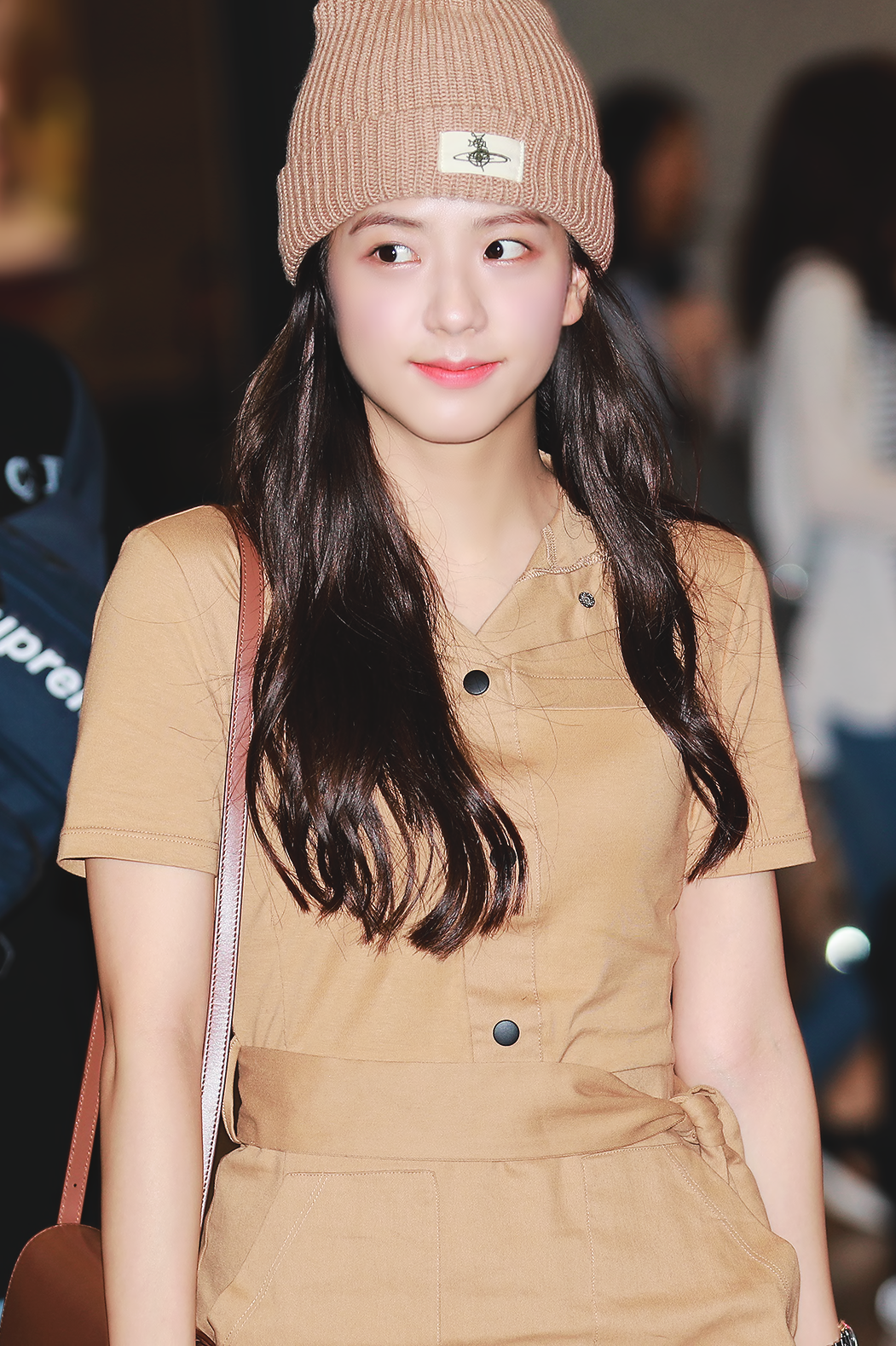
仁川国際空港にて（2019年6月9日）

- 身長162cm[2]、血液型はA型[2]。三人兄妹の末っ子[4]。

- ファンからは親しみを込めて「チチュ」や「ジスン」と呼ばれている。

- TWICEのナヨンとは高校時代の同級生であり、現在も連絡を取り合うほどで練習生時代は週1程度で遊んでいた。Red Velvetのスルギとも仲が良く、お互いのYoutubeチャンネルに出演したことがある。

- BLACKPINKの最年長メンバーであり、リードボーカルとビジュアルを担当している[2][3]。

- デビュー前から可愛い練習生がいると評判だった。非公開練習生時代に所属事務所であるYGエンターテインメントのコンサートに足を運んだところ、大手事務所のSMエンタテインメント関係者からスカウトされたことがある(スカウトしたのは Red Velvetの広報者)[5]。

## ディスコグラフィ

### シングルアルバム
| No. | タイトル             | 収録曲                                                                          | Circle チャート（週間） | 売上枚数  |
| --- | -------------------- | ------------------------------------------------------------------------------- | ----------------------- | --------- |
| 1st | ME （2023年3月31日） | 1. 꽃(FLOWER) 2. All Eyes On Me 3. 꽃(FLOWER) (Inst.) 4. All Eyes On Me (Inst.) | 1位                     | 875,922枚 |

### ミニアルバム
| No. | タイトル                   | 収録曲                                               | Circle チャート（週間） | 売上枚数  |
| --- | -------------------------- | ---------------------------------------------------- | ----------------------- | --------- |
| 1st | AMORTAGE （2025年2月14日） | 1. earthquake 2. Your Love 3. TEARS 4. Hugs & Kisses | 1位                     | 523,318枚 |

## 出演

### テレビドラマ
- プロデューサー（2015年、KBS2）
- アスダル年代記（2019年、tvN） - セナレ 役
- スノードロップ（2021年、JTBC） - 主演：ウン・ヨンロ 役
- ニュートピア（2025年、JTBC）-主演：カン・ヨンジュ役

### 映画
- 憑依（2023年） - 特別出演[22]

### ミュージックビデオ
- エピック・ハイ「Spoiler + Happen Ending」（2014年）[23]
- ハイ・スヒョン「私は違う」（2014年）

### 広告
- NAVER エンジェルストーン（2015年）
- スマート学生服（2015年）[24]
- サムソナイト Samsonite RED（2015年）[25]
- LG電子（2016年）[26]
- Nikon Nikon 1 J5（2016年）
- KISSME（2018年 - ）[11]
- DIOR（2019年 - ）[12]
- itMICHAA（2021年）[27]
- メイプルストーリー（2022年 - ）[28]

## 受賞歴
| 授賞式               | 年   | 部門                     | 候補者／作品           | 結果 | 備考   |
| -------------------- | ---- | ------------------------ | ---------------------- | ---- | ------ |
| ソウルドラマアワード | 2022 | 韓流ドラマ部門女性俳優賞 | JTBC「スノードロップ」 | 受賞 | [ 29 ] |